# إيه سي ميلان موسم 2003–04
في موسم 2003–04، تمكن نادي ميلان من الحصول على اللقب الأول في الدوري الإيطالي منذ عام 1998–99. ربما كان هذا هو ذروة أداء فريق ميلان تحت قيادة كارلو أنشيلوتي، حيث أثبت اللاعبون أن لديهم القدرة على الأداء الفعال طوال الموسم.
سجل روما أهدافا أكثر واستقبل أهدافا أقل من ميلان، لكن الفعالية التي أظهرها ميلانو في المباريات الصعبة ضمنت تقليص فارق الفوز إلى 11 نقطة ثابتة. تم حسم اللقب ضد روما في ملعب الفريق، بهدف سجله أندري شيفتشينكو كان كافياً للفوز 1–0.
في دوري الأبطال، فشل ميلان في الدفاع عن لقب الأوروبي، حيث خرج من ربع النهائي، وخسر 4–0 أمام ديبورتيفو لاكورونيا في مباراة الإياب، بعد أن فاز 4–1 على أرضه.